# Conservatori de Sabadell
L'Escola Municipal de Música i el Conservatori Professional és un centre municipal únic d’ensenyaments musicals que reuneix dues entitats diferenciades i que tenen uns objectius concrets cadascuna: l’Escola Municipal de Música, on es cursen estudis no reglats, i el Conservatori, on s'estudien programes encaminats a l’obtenció del títol d’ensenyaments professionals de Música. Ambdues entitats comparteixen l'espai, el claustre de professors, l’administració i personal de serveis, com també l'equip directiu i el Consell Escolar. Difereixen, però, en els objectius i el servei que ofereixen a la ciutadania.

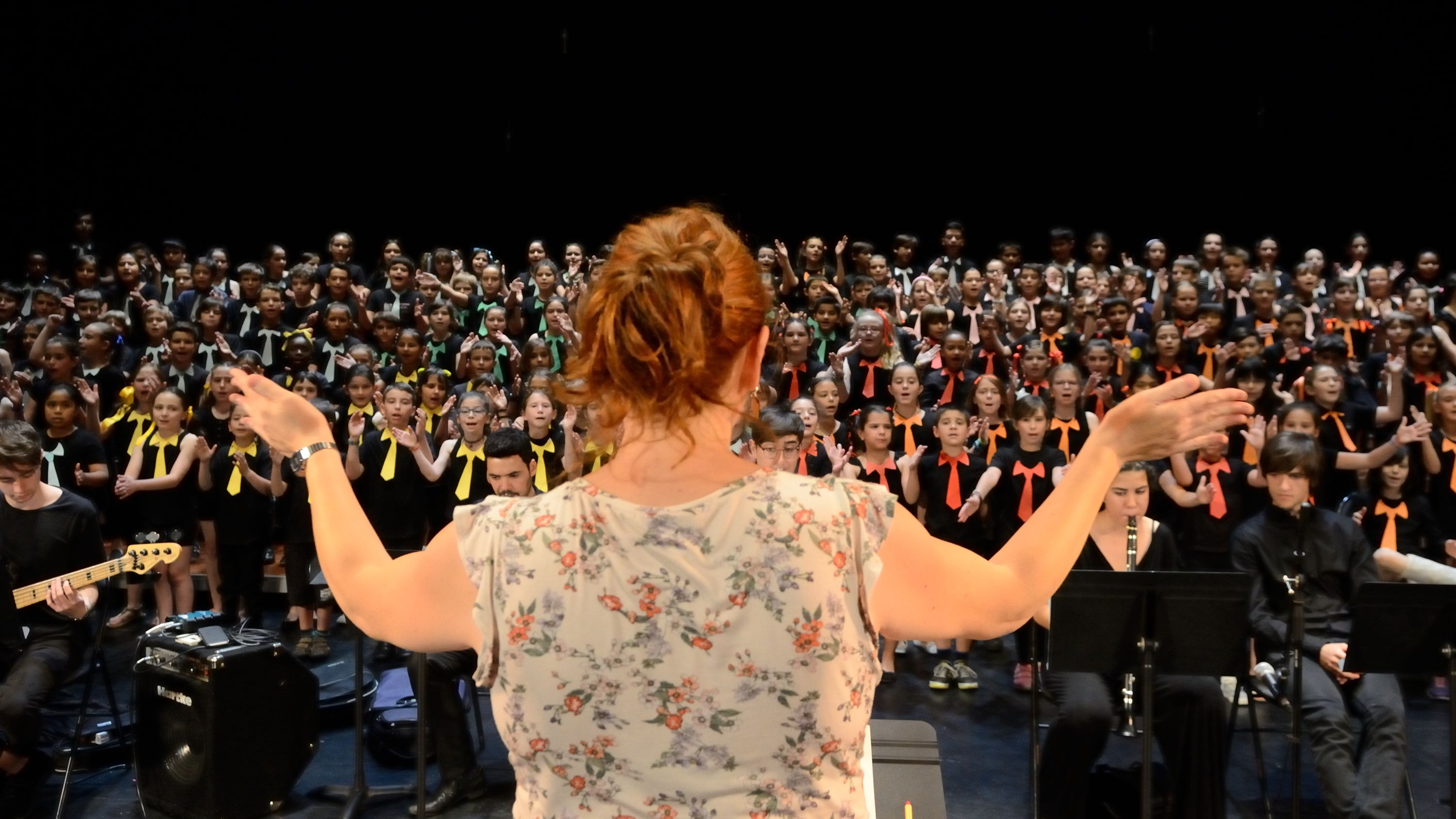

L’Escola Municipal de Música ofereix ensenyaments per a nens i nenes a partir de 5 anys. Inclou un cicle inicial i sis cursos de nivell progressiu (bàsic i mitjà), així com un cicle de tres cursos per adults. L'escola disposa també d'altres programes de diferents nivells i continguts i adreçats a diferents perfils d’usuari, cap dels quals no condueix a l’obtenció d’un títol homologat. També des del curs 2017-2018 l'escola de música ofereix un programa de cant coral a dotze escoles de primària de la ciutat en la franja de migdia i dins del Pla d’Entorn, així com un programa de guitarres i un de percussió dins de l’horari escolar a dues escoles del nord de Sabadell dins del mateix Pla.
Els estudis que ofereix el Conservatori Professional de Sabadell són els reglats corresponents a aquesta franja d’estudis oficials. L’accés està regulat per una prova d’accés que habitualment es fa, un cop finalitzat el nivell elemental, a 1r curs d’ensenyaments professionals. També es pot accedir al Conservatori amb un trasllat d’expedient procedent d'altres conservatoris o bé, procedint d’estudis no reglats, mitjançant una prova d’accés a qualsevol dels nivells dels ensenyaments professionals.
El centre disposa d’un conveni de sosteniment signat entre l’Ajuntament i el Departament d’Educació de la Generalitat de Catalunya. Aquest Conveni estableix que el centre pot oferir un màxim de 180 places subvencionades, repartides en sis cursos.
La família de l’alumne és el seu primer nucli de formació. És per això que el compromís de col·laboració de la família amb l'equip de professionals del centre és indispensable per aconseguir un procés formatiu, efectiu i coherent.
Associacions
L’Escola Municipal de Música de Sabadell forma part de l’ACEM (Associació Catalana d’Escoles de Música) i està dins el projecte XEMMA (Xarxa d’Escoles Municipals de Música i Arts) de la Diputació de Barcelona; el Conservatori Professional de Música de Sabadell és soci de l’ACCAT (Associació de Conservatoris de Catalunya). D’altra banda, l’Escola i el Conservatori tenen signat un conveni de col·laboració amb l’ESMUC (Escola Superior de Música de Catalunya) per a la realització de pràctiques de pedagogia (Practicum).
Història
El Conservatori Professional i Escola Municipal de Música de Sabadell és l’hereu de l’Escola de Música de Sabadell que es va crear l’any 1892 per tal d’ordenar i organitzar l'ensenyament musical a la ciutat, ja que, fins llavors, s'havia anat fent al redós de les diferents parròquies de Sabadell que oferien aquest servei com el complement necessari per a la pràctica musical lligada al culte a través de les escolanies. Inicialment el centre impartia, a un nombre molt reduït d’estudiants, els primers cursos d’alguns instruments i el solfeig necessari per interpretar-los.
Al llarg del segle XX el centre va tenir un creixement gradual i, ni en els períodes socialment més difícils, mai no va interrompre la seva activitat docent. A poc a poc va anar diversificant la seva oferta pedagògica i va esdevenir Conservatori Elemental de Música el 1958. Durant aquest període la vinculació amb la ciutat es va manifestar en diferents ocasions, ja que el director del Conservatori Elemental ho era també de la Banda Municipal de Música. Amb aquest perfil es va mantenir fins als anys vuitanta, en els quals, seguint l’obertura cultural i democràtica del país i gràcies al compromís pres per l’administració local, el creixement del centre va ser constant. Aquest creixement s'ha manifestat tant quantitativament com qualitativament. Així és com l’Administració educativa el va autoritzar i designar com a Conservatori Professional el 1987.
L’any 1979 va tenir lloc el trasllat a les dependències de la Casa Brutau, al carrer de Sant Oleguer, 75. L’any 1995, en aplicació de la Llei d’Ordenació General del Sistema Educatiu (LOGSE), i per mitjà del conveni establert entre l’Administració Educativa Autonòmica i la Federació i Associació de Municipis (que eren els titulars de tots els conservatoris catalans d’aleshores), el centre es divideix en les dues entitats que actualment el componen: l’Escola Municipal de Música i el Conservatori Professional. Des de l’any 2008 els estudis que s'imparteixen en el Conservatori es regulen segons la Llei Orgànica d’Ensenyament 2/2006 (LOE) i el decret 25/2008 de la Generalitat de Catalunya. La Llei Orgànica d’Ensenyament 8/2013 (LOMCE) manté la normativa anterior pel què respecta als estudis de Grau Professional de Música.